# Pterygoplichthys weberi
El pez graso (Pterygoplichthys weberi) es una especie de pez de la familia Loricariidae en el orden de los Siluriformes.

## Morfología
Los machos pueden llegar alcanzar los 19,7 cm de longitud total. Presenta color castaño con grandes puntos oscuros.

## Hábitat
Es un pez de agua dulce y de clima tropical.

## Distribución geográfica
Se encuentran en la cuenca del río Amazonas, concretamente en sus afluentes Marañón, Ucayali, Caquetá, Putumayo, río Madeira y el Río Urubu (en Colombia, el Ecuador, el Perú y Brasil).